# Артериальная гиперемия
Артериальная гиперемия — увеличение кровенаполнения органов и тканей организма вследствие увеличения притока артериальной крови при сохранении уровня оттока. Приводит к возрастанию функциональных возможностей тканей — ускоренному метаболизму и регенерации.

## Разновидности артериальной гиперемии
Артериальная гиперемия представлена следующими формами: физиологическая и патологическая. Первая может развиваться только местно, вторая может быть как местной, так и общей.
Физиологическая артериальная гиперемия, в свою очередь, подразделяется на рабочую (при повышении функциональности органа или ткани) и рефлекторную (при воздействии жары, при чувстве стыда или гнева; проявляется в виде покраснения).
Патологическая артериальная гиперемия общего характера развивается при возрастании объёма циркулирующей крови или увеличении количества эритроцитов. Патологическая артериальная гиперемия местного характера подразделяется на воспалительную, постишемическую, дискомпрессионную (при падении барометрического давления), ангионевротическую, коллатеральную.